# Last Call (novela)
Last Call (titulada La última partida en la edición de Ediciones Martínez Roca y Última ronda en la edición de Ediciones Gigamesh) es una novela de fantasía. Escrita por Tim Powers y publicada originalmente en inglés por William Morrow and Company en Estados Unidos en 1992 y en español en España en 1994 por Martínez Roca y, nuevamente, por Gigamesh en 2018 con una nueva traducción más fiel al original que se refleja también en el cambio de título.
Esta novela constituye el primer libro de una trilogía titulada Líneas de culpa. Aun así puede leerse como una novela independiente. El segundo título de la trilogía es Expiration Date (1995) y el tercero Earthquake Weather (1997).

## Sinopsis
Georges Leon es el todopoderoso rey del juego de Las Vegas. Pero controla algo más que el azar de los casinos: todo un mundo subterráneo en el que no es el dinero, sino la vida, el poder y los más arcanos secretos del destino lo que está en juego, un universo cuyas reglas dependen de arcaicas supersticiones y mitos que resultan ser ciertos. Leon aspira a ser inmortal, tomando posesión de cuerpos ajenos mediante un siniestro juego de cartas llamado "Asunción", pero uno de sus propios hijos escapará de sus intenciones y, años después, se enfrentará a él en una última partida.

## Temas
Como la mayoría de las novelas de Tim Powers, Última partida presenta un sistema mágico detallado, aquí basado en el tarot y en la suerte de los juegos de azar. Powers sigue usando personajes históricos, en este caso Bugsy Siegel y el desarrollo de Las Vegas y sus casinos.  Powers hace uso del poema de T. S. Eliot titulado La Tierra baldía, que hace referencia al mito del Rey Pescador, que ya aparecía en la primera novela de Powers, Esencia oscura.

## Personajes
- Scott Crane – El protagonista y heredero de un inmenso poder. Su padre biológico intentó poseer su cuerpo cuando era un niño.
- Georges Leon - El padre de Scott. Usando magia negra y una baraja de tarot maldita poseyó el cuerpo del hermano mayor de Scott (Richard Leroy), de Betsy Reculver, de Art Hanary y del viejo Bennie, con lo cual dispone de cinco cuerpos diferentes.
- Ozzy Crane – El padre adoptivo de Scott. Veterano jugador profesional que conoce todos los secretos de Las Vegas.
- Diana – También conocida como Lady Isis, es encontrada por Ozzy y Scott cuando aun es un bebé y deciden protegerla.
- Susan Crane - La mujer de Scott, al principio de la novela se nos cuenta que murió recientemente de un infarto, pero Scott y su vecino siguen viéndola en forma de fantasma.
- Vaughan Trumbill - El fiel guardaespaldas de Georges Leon/Betsy Reculver. Es tremendamente gordo pues su única obsesión es llenar su estómago de comida, preferiblemente viva, para evitar convertirse en "El hombre delgado", el símbolo de todos los cadáveres abandonados en el campo de batalla que vio en la Guerra de Corea.

## Premios
La última partida ganó el Premio Fantasía Mundial a Mejor Novela y el premio Locus a la mejor novela de fantasía en 1993.